# Mektoub, My Love - Canto uno
Mektoub, My Love - Canto uno è un film del 2017 diretto da Abdellatif Kechiche. Reduce da successi come Cous cous e La vita di Adele, il regista firma una sorta di amarcord giovanile, di quasi tre ore, girato con pochi mezzi, su un gruppo di francesi di origine tunisina in un'estate degli anni novanta. Mektoub sta in arabo per destino.
Nel 2019 è uscito il sequel, Mektoub, My Love - Intermezzo.

## Trama
1994. Amin abbandona gli studi universitari a Parigi per tornare nella natale Sète, cittadina sulla costa meridionale francese. La vicenda si sviluppa attraverso degli episodi di vita quotidiana tra bar, ristoranti, spiaggia e dintorni della cittadina, in compagnia di amici e cugini. Coprotagonista la generosa Ophélie, amante di un gaudente Tony, cugino di Amin. A seguire, due giovani turiste da Nizza, Charlotte e Céline, la prima infatuatasi disperatamente del viveur, la seconda bisessuale, con la quale il protagonista ha un breve flirt. Amori, divertimento e liti che non lasciano conseguenze. Amin, sebbene desiderato per il suo aspetto e la sua sensibilità, vive serenamente e con distacco l'atmosfera gioviale, in quanto interessato alla scrittura e la fotografia, con le quali costruirsi il proprio avvenire, incoraggiato da sua madre e da Ophélie, la quale a sua volta gli suggerisce di documentare il parto di due agnellini. Epilogo su una spiaggia al crepuscolo, tra una ravveduta Charlotte ed un Amin probabilmente interessato.